# Bryum spindleri
Bryum spindleri är en bladmossart som beskrevs av Podpe. Bryum spindleri ingår i släktet bryummossor, och familjen Bryaceae. Inga underarter finns listade i Catalogue of Life.